# Жураківська сільська рада
| Жураківська сільська рада — орган місцевого самоврядування у Богородчанському районі Івано-Франківської області з адміністративним центром у с. Жураки. Водоймища на території, підпорядкованій даній раді: річка Бистриця Солотвинська . Сільській раді підпорядковані населені пункти: - с. Жураки |

## Склад ради
Рада складається з 16 депутатів та голови.

### Керівний склад ради
| ПІБ                    | Основні відомості                                                 | Дата обрання | Дата звільнення |
| ---------------------- | ----------------------------------------------------------------- | ------------ | --------------- |
| Бабчук Марія Василівна | Сільський голова, 1952 року народження, освіта, позапартійна      | 26.03.2006   | 31.10.2010      |
| Бабчук Марія Василівна | Сільський голова, 1952 року народження, освіта вища, позапартійна | 31.10.2010   |                 |

Примітка: таблиця складена за даними джерела